# Instrumento setor

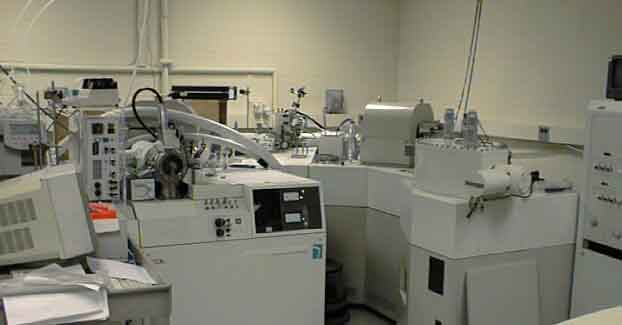
Um espectômetro de massa de cinco setores

Um instrumento setor, mais detalhadamente um instrumento de setor magnético é um termo geral para uma classe de espectrômetros de massa (no caso, especificamente, um espectrômetro de massas de setor magnético) que usa um setor estático magnético ou elétrico ou alguma combinação dos dois (separadamente no espaço) como um analisador de massas. Uma combinação popular destes setores tem sido o chamado BEB (magnético-elétrico-magnético). Os mais modernos instrumentos setor são instrumentos duplamente focados em que foca-se o feixe de íons tanto em direção quanto velocidade.

## Teoria
O comportamento de íons de um campo elétrico ou magnético (separadamente) homogêneo, linear e estático como é encontrado em um instrumento do setor é simples. A física é descrita por umá única equação chamada de lei da força de Lorentz. Esta equação é a equação fundamental de todas as técnicas espectométricas de massa e aplica-se em casos não lineares e não homogêneos também e é uma equação importante no campo da eletrodinâmica, geralmente.
{\displaystyle \mathbf {F} =q(\mathbf {E} +\mathbf {v} \times \mathbf {B} ),}
onde E é a intensidade do campo elétrico, B é o campo magnético indução, q é a carga da partícula, v é sua velocidade momentânea (expressa como um vetor), e × é o produto vetorial.
Então a força sobre um íon é campo elétrico homogêneo linear (um setor elétrico) é:
{\displaystyle F=qE\,},
na direção do campo elétrico, com íons positivos e oposta se com íons negativos.

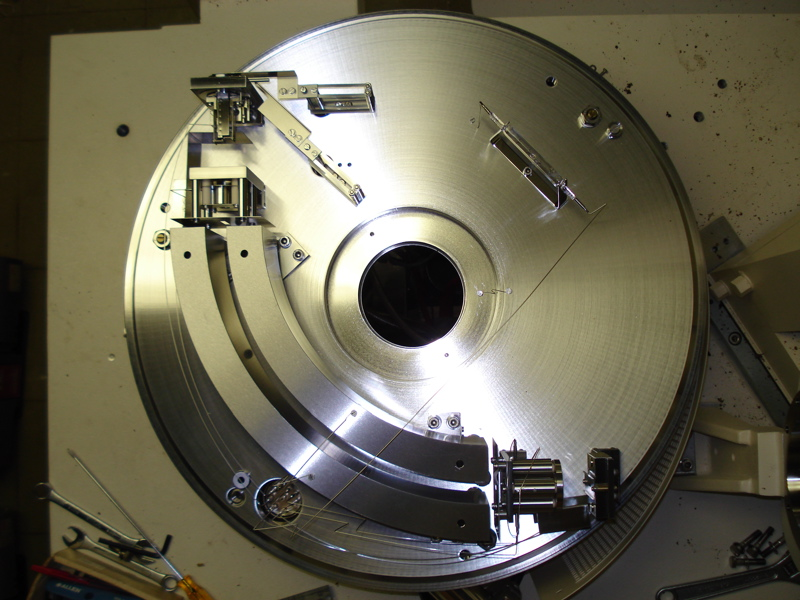
Setor elétrico de uma espectômetro de massa Finnigan MAT (compartimento da câmara de vácuo removido).

A força é apenas dependente da carga e intensidade do campo elétrico. Os iões mais leves serão desviados mais íons pesados e menos devido à diferença na inércia e os íons serão fisicamente separados uns do outros no espaço na forma de distintos feixes de íons saindo do setor elétrico.
E a força de um íon em um campo magnético linear e homogêneo (um setor magnético) é:
{\displaystyle F=qvB\,},
perpendicular tanto ao campo magnético como o vetor velocidade do íon em si, na direção determinada pela regra da mão direita dos produtos vetoriais e o sinal da carga.